# Ambrosia (Band)
Ambrosia ist eine US-amerikanische Art-Rock-Gruppe aus Los Angeles.

## Geschichte
Die Gruppe wurde 1971 als Teil des All-American Dream Concert von Zubin Mehta verpflichtet; ihren ersten Plattenvertrag erhielt das Quartett jedoch erst vier Jahre später. Der erste Longplayer enthielt zwei Hits, unter anderem auch eine Kurt-Vonnegut-Vertonung. Die Musiker sind in dem Stück The Raven neben Eric Woolfson und Stuart Tosh auf der 1976 erschienenen Platte Tales of Mystery and Imagination des Alan Parsons Project zu hören. 1977 spielten sie im Film All This and World War II, zu dem sie auch mit ihrer Version von Magical Mystery Tour musikalisch beitrugen.
1978 veröffentlichte die zum Trio geschrumpfte Gruppe How Much I Feel, das auf Platz 3 der Charts kletterte, was sie 1980 mit Biggest Part of Me wiederholen konnten.

## Diskografie

### Alben
| Jahr | Titel                          | Höchstplatzierung, Gesamtwochen, AuszeichnungChartsChartplatzierungen (Jahr, Titel, Platzierungen, Wochen, Auszeichnungen, Anmerkungen) | Anmerkungen |
| Jahr | Titel                          | US | Anmerkungen |
| ---- | ------------------------------ | --- | ----------- |
| 1975 | Ambrosia                       | US22 (33 Wo.)US |             |
| 1976 | Somewhere I’ve Never Travelled | US79 (17 Wo.)US |             |
| 1978 | Life Beyond L.A.               | US19 (29 Wo.)US |             |
| 1980 | One Eighty                     | US25 Gold · (33 Wo.)US |             |
| 1982 | Road Island                    | US115 (7 Wo.)US |             |

### Livealben
- 2002: Live at the Galaxy

### Kompilationen
- 1997: Anthology
- 2002: The Essentials
- 2003: How Much I Feel and Other Hits

### Singles
| Jahr | Titel Album                                           | Höchstplatzierung, Gesamtwochen, AuszeichnungChartsChartplatzierungen (Jahr, Titel, Album, Platzierungen, Wochen, Auszeichnungen, Anmerkungen) | Anmerkungen |
| Jahr | Titel Album                                           | US | Anmerkungen |
| ---- | ----------------------------------------------------- | --- | ----------- |
| 1975 | Holdin’ on to Yesterday Ambrosia                      | US17 (14 Wo.)US |             |
| 1975 | Nice, Nice, Very Nice Ambrosia                        | US63 (5 Wo.)US |             |
| 1976 | Magical Mystery Tour All This and World War II O.S.T. | US39 (8 Wo.)US |             |
| 1978 | How Much I Feel Life Beyond L.A.                      | US3 Gold · (21 Wo.)US |             |
| 1980 | Biggest Part of Me One Eighty                         | US3 Gold · (19 Wo.)US |             |
| 1980 | You’re the Only Woman (You & I) One Eighty            | US13 Gold · (18 Wo.)US |             |
| 1982 | How Can You Love Me Road Island                       | US86 (4 Wo.)US |             |

Weitere Singles
- 1976: Can’t Let a Woman
- 1976: Runnin’ Away
- 1978: Life Beyond L.A.
- 1978: If Heaven Could Find Me
- 1980: No Big Deal
- 1981: Outside
- 1982: Feelin’ Alive Again
- 1997: For Openers (Welcome Home)
- 1997: I Just Can’t Let Go
- 2004: Biggest Part of Me (Remix)